# バットマン:ウォー・オン・クライム
『バットマン:ウォー・オン・クライム』(Batman: War on Crime)は、1999年にDCコミックスから出版されたポール・ディニ原作、アレックス・ロス作画によるアメリカン・コミックス。

## あらすじ
犯罪者と戦うバットマンにとって「恐怖」は攻撃にも防御にもなる有効な手段だった。暗闇から現れることで敵は混乱し、噂は現実より誇張され警告になる。その一方で、ブルース・ウェインとして公に姿を見せるときは笑顔と握手が犯罪と戦うために最も有効な手段となる。8歳で両親を失い、犯罪と戦うことを誓ってからは、それがブルース・ウェインの生き方となっていた。
ある夜、銃声を聞きつけたバットマンはすぐに犯人を捕縛する。犯人が出てきた店を確認すると、2人の死体と物陰に怯える少年がいた。死体は少年の両親だった。両親を失い一人取り残された少年、マーカスにバットマンは同じ境遇を辿った過去の自分を重ねる。マーカスが無事に警察に保護されるのを見届けると、バットマンは自らの経験からマーカスの将来を気に掛ける。もし自分が大富豪の息子ではなかったとしたら、もし自分がストリートチルドレンだったとしたら、ただ一つわかっていたのは犯罪が人の将来を大きく変えるということだった。
バットマンの予想は当たってしまう。対峙したギャング集団の中にマーカスがいた。怯えて逃げるマーカスを追いかけ説得すると、マーカスはその場で泣き崩れる。その後のマーカスの意志の強い表情を見て、バットマンは彼がこれ以上犯罪とは関わることが無いことを確信する。

## 書誌情報

### 翻訳版
- 『バットマン:ウォー・オン・クライム』 2000年6月発売 小学館プロダクション刊 ISBN 978-4-7968-4104-7
- 『DCスーパーヒーローズ』 2011年12月発売 小学館プロダクション刊 ISBN 978-4-7968-7102-0

### 原語版
- 『Batman: War on Crime』 1999年12月発売 ISBN 978-1563895760
- 『The World's Greatest Super-Heroes』 2005年8月発売[2] ISBN 978-1401202545
- 『The World's Greatest Super-Heroes』 2010年9月発売[3] ISBN 978-1401202552